# Romaji
En japonès, romaji (ローマ字 rōmaji, literalment 'caràcters romans') es refereix a l'alfabet llatí. Habitualment se sol emprar aquest terme per referir-se a la transliteració de la llengua japonesa en lletres llatines, que sovint s'empra simultàniament als kanji i kana.
El romaji pot ser emprat per diverses raons. Entre d'altres: 
- Noms japonesos en senyals i rètols per a la comprensió dels no-parlants de japonès;
- Transcripció de noms de persones, empreses o llocs japonesos per ser emprats fora del Japó;
- Diccionaris i llibres de text per a estudiants de l'idioma japonès;
- Èmfasi tipogràfic, sovint usat en publicitat o en portades de llibres, i en aquest sentit amb un ús similar al katakana;
- Inclusió dins d'un text en japonès (en el que s'usen simultàniament kanji i kana) de noms de persones, empreses o llocs no-japonesos i dels que se'n vol donar la grafia original.

Hi ha diversos sistemes diferents de romanització. Els tres més comuns són el Hepburn, sobretot la variant anomenada Hepburn Revisat, que inclou el marcatge de les vocals llargues i de les separacions de mots en casos de possible confusió; el Kunrei-shiki (ISO 3602); i el Nihon-shiki (ISO 3602 estricte).
El Kunrei-shiki (訓令式), també conegut fora del Japó com a Monbushō (文部省, nom antic del Ministeri d'Educació i Cultura Japonès, actualment anomenat 文 部 科学 省 Monbu-kagakushō, Ministeri d'Educació, Cultura, Esports, Ciència i Tecnologia) és el sistema oficial de facto i el que s'ensenya a les escoles japoneses, malgrat que és molt més estesa la romanització Hepburn Revisada, usada fins i tot per agències públiques o estatals del Japó.

## Diferències entre els sistemes de transcripció
Les diferències entre els sistemes Hepburn, Kunrei-shiki i Nippon-shiki es poden apreciar en la següent taula:
| Hiragana         | Katakana         | Romaji        | Romaji        | Romaji        |
| Hiragana         | Katakana         | Hepburn       | Kunrei-shiki  | Nippon-shiki  |
| し               | シ               | shi           | si            | si            |
| しゃ、しゅ、しょ | シャ、シュ、ショ | sha, shu, sho | sya, syu, syo | sya, syu, syo |
| ち               | チ               | chi           | ti            | ti            |
| つ               | ツ               | tsu           | tu            | tu            |
| ちゃ、ちゅ、ちょ | チャ、チュ、チョ | cha, chu, cho | tya, tyu, tyo | tya, tyu, tyo |
| ふ               | フ               | fu            | hu            | hu            |
| じ               | ジ               | ji            | zi            | zi            |
| ぢ               | ヂ               | ji            | zi            | di            |
| づ               | ヅ               | zu            | zu            | du            |
| じゃ、じゅ、じょ | ジャ、ジュ、ジョ | ja, ju, jo    | zya, zyu, zyo | zya, zyu, zyo |

El sistema Hepburn s'aproxima a la pronunciació dels diferents kana, però perd en regularitat, ja que l'analogia dels kana en k- (ka, ki, ku, ke, ko) es perd, per exemple, en els kana en t- (ta, chi, tsu, te, to).
Mentrestant, ocorre el contrari en els sistemes Kunrei-shiki i Nippon-shiki: són més regulars en l'escriptura, però no ho són tant en la pronunciació.

### Vocals llargues
Existeixen diverses formes de transcriure les vocals llargues, cosa que pot confondre en un principi al lector occidental. Bàsicament s'empra la transcripció directa, accents diacrítics o la 'h' per a allargar el so, o bé una barreja entre dos d'aquests mètodes. Cal tenir present que en kana, les vocals llagues japoneses, malgrat pronunciar-se com un sol so, s'escriuen amb dues vocals diferents. Així, una ē (ee) en kana s'escriu ei (えい). La ō (oo) s'escriu ou (おう).
|     | ああ       | ええ  | えい  | いい | おお  | おう  | うう  |
| (1) | ā / â      | ē / ê | ē / ê | ii   | ō / ô | ō / ô | ū / û |
| (2) | ā / â / aa | ee    | ei    | ii   | oo    | ō / ô | ū / û |
| (3) | aa         | ee    | ei    | ii   | oo    | ou    | uu    |
| (4) | aa         | ee    | ee    | ii   | oo    | oo    | uu    |
| (5) | ah         | eh    | eh    | ih   | oh    | oh    | uh    |
| (6) | aa         | ee    | ei    | ii   | oh    | oh    | uh    |

(1) Les vocals llargues ā, ē, ō, ū, cal representar-les preferentment mitjançant un diacrític anomenat màcron, que té forma d'un guió sobre la vocal. No obstant, com que fns fa poc ha estat difícil escriure aquests caràcters en la majoria de màquines d'escriure o processadors de text, en moltes ocasions s'ha substituït el màcron per un accent circumflex (â, per exemple). La i llarga s'escriu sempre "ii".
(2) Només es col·loca el màcron o el circumflex sobre la o o la u, exceptuant normalment la o llarga que provingui de "おお". Les altres vocals llargues es transcriuen directament.
(3) De totes maneres, no tots els teclats permeten escriure accents de forma còmoda, i en aquests casos s'opta per transcriure els caràcters japonesos literalment, de forma que 'おう' es transcriu 'ou' a pesar de pronunciar-se com una 'o' llarga. Igualment, 'えい' es transcriu com 'ei' encara que el seu so sigui el d'una 'e' llarga.
Als Estats Units i al Japó se sol emprar aquest sistema, davant la falta d'accents en els teclats per escriure el màcron o el circumflex. Per altra banda, a França la 'ou' és un diftong que es pronuncia com l'u catalana, i per això se sol recórrer al circumflex.
(4) Alguns transcriuen 'おう' com 'oo' i 'えい' com 'ee'. Pot provocar alguna confusió.
(5) També és corrent escriure "[vocal]+h" per a les vocals llargues, com per exemple "Ohtani". Existeixen alguns problemes, com per exemple si després de la vocal llarga hi ha altra vocal o una síl·laba que comença per i, ja que podria donar lloc a confusió.
(6) Només s'aplica (5) a "o" i "u". Les altres vocals dobles es transcriuen directament. Aquesta romanització és bastant comuna als Estats Units.
Existeixen algunes excepcions a aquestes regles de romanització. Els noms de persones, empreses i llocs, així com altres paraules que són conegudes de forma internacional no solen requerir distinció entre vocals llargues i curtes. Per exemple, Tòquio, Ichiro, Són Goku, judo.
Amb tot, no existeix una transcripció estàndard per a les vocals llargues, el que pot resultar confús si un no està molt familiaritzat. Això no obstant, se solen emprar els mètodes (2) i (3) (en negreta).

### La 'n' final (ん)
En el sistema Hepburn es romanitza 'ん' sempre com n, fins i tot davant de 'm', 'p' i 'b' (altres sistemes de romanització transcriurien 'ん' com m en aquests casos).
Així, s'ha d'escriure shinbun en lloc de 'shimbun' en el sistema Hepburn.
Per altra banda, si una vocal o bé qualsevol dels kana や (ja), ゆ (yu), よ (yo) segueix a 'ん' en una mateixa paraula, hauria d'emprar-se un apòstrof (') per a separar la 'n' de la següent lletra per tal d'evitar confusions. Per exemple, 禁煙　　(きんえん, kin'en, prohibit fumar) i 記念 (きねん, kinen, commemoració).

### Consonants dobles
L'assimilació de sons es representen en japonès mitjançant el caràcter っ en hiragana, ッ en katakana ('tsu' de mida menor a l'habitual). En el procés de romanització es dobla la consonant que el segueix, com passa a よっか (yokka, dia quart de mes), ざっし (zasshi, revista) i マッチ (macchi o matchi, llumí).